# Василівка (Березанська селищна громада)
Васи́лівка (в минулому  — Вільгемсталь) — село в Україні, у Березанській селищній громаді Миколаївського району Миколаївської області. Населення становить 714 осіб.

## Історія
Станом на 1886 у німецькій колонії Вільгемсталь Олександрфельдської волості Одеського повіту Херсонської губернії мешкало 228 осіб, налічувалось 42 дворових господарства, існував лютеранський молитовний будинок та школа.
7 (20) листопада 1917 року, відповідно до Третього Універсалу Української Центральної Ради, увійшло до складу Української Народної Республіки.  

## Населення
Згідно з переписом УРСР 1989 року чисельність наявного населення села становила 800 осіб, з яких 373 чоловіки та 427 жінок.
За переписом населення України 2001 року в селі мешкало 698 осіб.

### Мова
Розподіл населення за рідною мовою за даними перепису 2001 року:
| Мова       | Відсоток |
| ---------- | -------- |
| українська | 92,44 %  |
| російська  | 6,58 %   |
| молдовська | 0,56 %   |
| гагаузька  | 0,28 %   |
| болгарська | 0,14 %   |

## Постаті
- Кунтий Євген Олександрович (1990—2014) — старший солдат Збройних сил України, учасник російсько-української війни.